# Sint-Hubertuskerk (Schaffen)

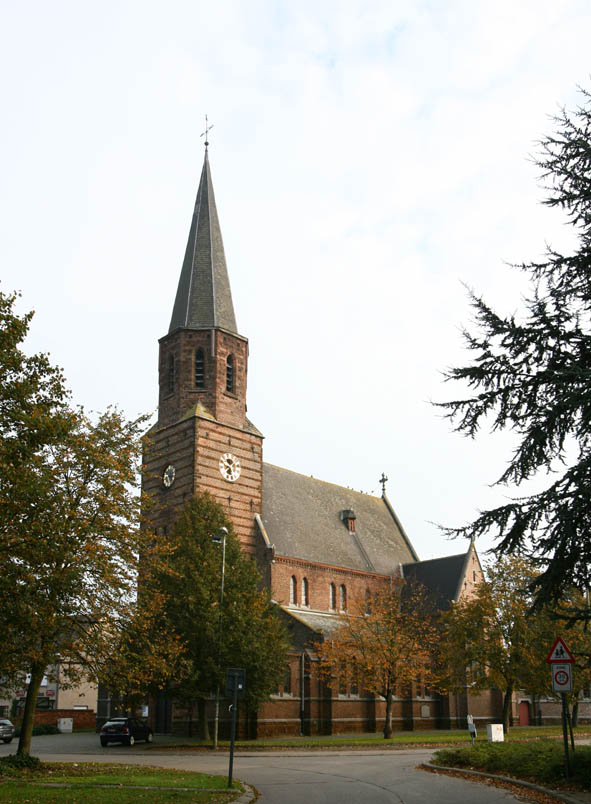
Sint-Hubertuskerk

De Sint-Hubertuskerk is de parochiekerk van de tot de Vlaams-Brabantse gemeente Diest behorende plaats Schaffen, gelegen aan het Sint-Hubertusplein.

## Gebouw
De kerk heeft een voorgebouwde gotische westtoren in baksteen en ijzerzandsteen van omstreeks 1600 met daarop een achtkante klokkenverdieping die in de 19e eeuw werd herbouwd. Het gotisch koor werd in de 15e eeuw opgericht en bestaat uit ijzerzandsteen.
De bakstenen zijbeuken, het transept en de zijkoren zijn neogotisch en werden in 1887 gebouwd naar ontwerp van Joris Helleputte.

## Interieur
Het kerkinterieur is hoofdzakelijk neogotisch. Het arduinen doopvont is van omstreeks 1500. Er zijn 17e-eeuwse beelden van Sint-Hubertus en Sint-Brigitta, een Mariabeeld is van eind 18e eeuw. Schilderijen zijn De keizerspenning (18e eeuw) en Jezus en de overspelige vrouw (omstreeks 1700).